# 戮屍
戮屍，泛指所有對屍体進行的懲罰性破壞。

## 中國
戮屍於古代中國曾列入刑法。通常的做法是砍去死屍的頭。

### 刑典中的戮屍
一般而言，犯罪的人如在事件揭發之前已死，其罪行多不會被追究，俗語謂「已死勿論」（見於《水滸傳》、《東周列國志》，亦可見於現今法律中，如中華民國刑事訴訟法第231條第六款）。然而，如果罪行較為嚴重 (如謀反) ，即使在事件揭發時犯人已去世，當局亦可根據當時的法例，在犯人的屍體上施刑，是為戮屍。另外，對於被判死刑但在行刑前已身故的犯人，亦可根據其罪行嚴重程度決定是否戮屍。
《清史稿》卷一百一十八〈刑法志〉中，指戮屍為「所以待惡逆及强盜應梟諸犯之監故者。」，即所有應判梟首但在待刑時去世者均處戮屍之刑。
明朝自萬曆十六年 (1588年) 起，定有戮屍的條例，主要針對謀殺父母或祖父母者。清朝沿用有關刑法，並 (明文) 擴大至於強盜身上亦有效。
戮屍在1905年的刑法改革中被廢除。

### 執行紀錄
中國歷代均有人由於在死後被定罪而被戮屍。
- 根據《史記》卷六〈秦始皇本紀〉，秦始皇之弟成嶠反叛失敗後死於屯留，其從屬軍吏「皆斬死」。另外「卒屯留、蒲鶮反，戮其屍」，已死的軍吏受戮屍之刑。
- 《遼史》卷一百二〈奸臣傳上〉所記載的其中三人 (耶律乙辛、張孝杰、蕭十三) 死後均因生前罪行揭發而被戮屍。
- 明朝太监魏忠賢死后，被下令将尸体凌迟枭首。[4]
- 清朝文字獄期間亦有進行戮屍。吕留良即於雍正年間一次文字獄中與其長子吕葆中、弟子嚴鴻逵同遭戮屍。[5]而查嗣庭因維民所止事件被捕入獄，雖然他死於獄中，但仍然被戮屍處置。

## 其他地方
在古代，信奉基督教國家的人曾認為：死後屍體要保持完整並朝東方埋葬，才能在最後的審判中起來面見神。
英國在亨利八世統治時期的一項法令曾指示只有謀殺犯的屍體可被用作解剖，而這被看作是對已被處死的犯人的附加懲罰。

### 執行紀錄
- 教宗福慕 (896年去世) 的屍體被後來的教宗司提反七世掘了出來並进行审判（僵尸审判）。屍體的三隻手指在定罪後被斬去，而屍體最終被扔到台伯河中。
- 約翰·威克里夫在死後被定為異端，屍體被掘出和燒毀。
- 弗拉德三世死後被奧斯曼軍隊斬首示眾。
- 克倫威爾死後，繼任的英王查理二世把其屍體掘出並進行車裂。
- 1997年6月10日，红色高棉领导人波尔布特宣称该组织的另一高层领导宋成企图歸順柬埔寨王国政府，下令将其一家全部杀害，并用卡車來回碾壓他的尸体直至血肉模糊。此举引发众怒，直接导致该组织另一领导人塔莫克发动兵变，推翻波尔布特。